# کوربنی
کوربنی (به فرانسوی: Corbeny) یک کمون (فرانسه) در فرانسه است که در ان (ا-دو-فرانس) واقع شده‌است. کوربنی ۱۵٫۲۳ کیلومتر مربع مساحت دارد ۸۰ متر بالاتر از سطح دریا واقع شده‌است.